# Guillermo Zapiola
Guillermo Zapiola (* 27. Dezember 1945 in Montevideo, Uruguay) ist ein uruguayischer Filmkritiker.
1968 gewann er mit einer Arbeit über Alfred Hitchcock den Essay-Wettbewerb des Cine Universitario del Uruguay. Im Jahr 1979 ging er mit Nosferatu: de Friedrich W. Murnau a Werner Herzog ebenfalls als Sieger aus dem Kritiker- und Essay-Wettbewerb der Cinemateca Uruguaya hervor. Seit 1980 war er Redakteur der Cinemateca Revista, bei der er zeitweise auch als Redaktionssekretär (Secretario de Redacción) diente. Von 1982 an wirkte er überdies in steuernder Funktion in der Cinemateca Uruguaya mit. Ab 1980 war er zudem als Filmkritiker der Tageszeitung El País beschäftigt. In dieser Sparte arbeitete er von 1983 bis 1990 auch bei der Wochenzeitung La Democracia. Dort bediente er sich des Pseudonyms Germán Lago.

## Veröffentlichungen
- Historia y filmografía del cine uruguayo, 1988 als Co-Autor